# Moon in the Scorpio
Moon in the Scorpio este albumul de debut al formației norvegiene de  black metal simfonic Limbonic Art. A fost înregistrat la Bondi Lydstudio și lansat în iulie 1996 prin Nocturnal Art Productions.
Coperta este realizată de membrul trupei Morpheus.

## Lista pieselor
| Nr.             | Titlu                                        | Lungime |  |
| 1.              | „Beneath the Burial Surface”                 | 13:42   |  |
| 2.              | „Moon in the Scorpio”                        | 08:22   |  |
| 3.              | „Through Gleams of Death”                    | 07:58   |  |
| 4.              | „Overture: Nocturne”                         | 01:19   |  |
| 5.              | „In Mourning Mystique”                       | 14:41   |  |
| 6.              | „Beyond the Candles Burning”                 | 07:08   |  |
| 7.              | „Darkzone Martyrium”                         | 06:21   |  |
| 8.              | „The Dark Rivers of the Heart” (bonus track) | 07:02   |  |
| Lungime totală: | Lungime totală:                              | 66:40   |  |

## Membrii formației
- Daemon – voce principală, chitare, bas
- Morfeus – clape, chitare soliste, programare tobe, voce
- Morgana – voce secundară, fotografie